# 比利时驻上海总领事馆
比利时王国驻上海总领事馆（荷蘭語：Consulaat-generaal van België in Shanghai），是比利时驻中华人民共和国上海市的一座总领事馆。坐落于上海市长宁区武夷路127号。

## 历史沿革
1863年，比利时在上海设领事馆，馆址位于静安寺路101号，包礼士(L.Bols)为首任领事。1882年，升格为总领事馆。1927年，迁至辣斐德路1300号。第二次世界大战爆发后，于1941年12月21日被日军关闭。
1985年9月27日，比利时驻上海总领事馆重新开馆。馆址最初位于华山路370号静安宾馆3楼。1988年2月迁至淮海中路1375号启华大厦。1990年7月31日，比利时政府为节约财政支出暂时关闭驻上海总领事馆。1996年10月1日再度开馆。

## 领区
比利时驻上海总领事馆领区包括上海市、江苏省、浙江省、安徽省。